# 7e corps d'armée (Allemagne)
Pour les articles homonymes, voir 7e corps d'armée.
Le 7e corps d'armée (en allemand : VII. Armeekorps) était un corps d'armée de l'armée de terre allemande, la Heer, au sein de la Wehrmacht pendant la Seconde Guerre mondiale.

## Hiérarchie des unités
| Nom                                     | Nbre d'hommes       | Unités subalternes                | Grade de commandement                 |
| --------------------------------------- | ------------------- | --------------------------------- | ------------------------------------- |
| La Heer se subdivise en Heeresgruppen : |                     |                                   |                                       |
| Heeresgruppe                            | + 300 000           | 2 à + Armeen (Armées)             | Generaloberst ou Generalfeldmarschall |
| Armee                                   | + 100 000 - 300 000 | 2 à + Armeekorps (Corps d'armées) | General ou Generaloberst              |
| Armeekorps                              | + 30 000 - 80 000   | 2 à + Divisionen (Division)       | Generalleutnant ou General            |
| Division                                | + 10 000 – 20 000   | 2 à 6 Brigaden (Brigade)          | Generalmajor ou Generalleutnant       |
| Brigade                                 | + 3 000 – 5 000     | jusqu'à 3 Regimentern (Régiment)  | Oberst ou Generalmajor                |

## Historique
Le 7e corps d'armée est formé à partir du 1er octobre 1934 avec le personnel d'origine de la 7e division de la Reichswehr, situé à Munich dans le Wehrkreis VII (septième district militaire).
Le 7e corps d'armée est détruit sur le Front de l'Est en août 1944 et est reformé en décembre 1944 en tant que VII. Panzerkorps.

## Organisation

### Commandants successifs
| Date                                | Grade                  | Commandant                |
| ----------------------------------- | ---------------------- | ------------------------- |
| 1er octobre 1934 - 1er octobre 1935 | General der Infanterie | Wilhelm Adam              |
| 1er octobre 1935 - 4 février 1938   | General der Artillerie | Walter von Reichenau      |
| 4 février 1938 - 31 janvier 1940    | General der Infanterie | Eugen Ritter von Schobert |
| 1er février 1940 - Avril 1940       | Generalleutnant        | Gotthard Heinrici         |
| 9 avril 1940 - 25 octobre 1940      | Generaloberst          | Eugen Ritter von Schobert |
| 25 octobre 1940 - 8 janvier 1942    | General der Artillerie | Wilhelm Fahrmbacher       |
| 8 janvier 1942 - 5 octobre 1943     | General der Artillerie | Ernst-Eberhard Hell       |
| 5 octobre 1943 - 30 novembre 1943   | General der Infanterie | Anton Dostler             |
| 30 novembre 1943 - Août 1944        | General der Artillerie | Ernst-Eberhard Hell       |

### Chef des Generalstabes
| Date                               | Grade               | Commandant                      |
| ---------------------------------- | ------------------- | ------------------------------- |
| 1er octobre 1934 - 1er juin 1935   | Oberst              | Ludwig Kübler                   |
| 1er juin 1935 - 1938               | Oberst              | Kurt Brennecke                  |
| 1938 - 15 décembre 1939            | Oberst              | Hermann von Witzleben           |
| 15 décembre 1939 - 13 janvier 1942 | Oberst i.G.         | Hans Krebs                      |
| 14 janvier 1942 - Avril 1942       | Oberstleutnant i.G. | Karl-Richard Koßmann            |
| Avril 1942 - 15 octobre 1942       | Oberst i.G.         | Rudolf Hielscher                |
| 15. octobre 1942 - Mai 1944        | Oberst i.G.         | Joachim Schwatlo-Gesterding     |
| Mai 1944 - Juillet 1944            | Oberst i.G.         | Hans Dieckmann                  |
| Juillet 1944 - Août 1944           | Oberst i.G.         | Edwin Steinitz                  |
| Août 1944                          | Oberst i.G.         | Hans-Joachim Schipp von Branitz |

### 1. Generalstabsoffizier (Ia)
| Date                               | Grade               | Commandant          |
| ---------------------------------- | ------------------- | ------------------- |
| 15 octobre 1935 - 12 octobre 1937  | Oberstleutnant i.G. | Günther Blumentritt |
| 12 octobre 1937 - 23 octobre 1939  | Oberstleutnant i.G. | Emil Vogel          |
| 23 octobre 1939 - Octobre 1940     | Oberstleutnant i.G. | Wilhelm Ochsner     |
| Octobre 1940 - Décembre 1941       | Major i.G.          | Maximilian Leyherr  |
| Décembre 1941 - 5 septembre 1942   | Major i.G.          | Kurt von Tarbuk     |
| 5 septembre 1942 - 20 octobre 1942 | Major i.G.          | Nagel               |
| 20 octobre 1942 - Mai 1943         | Major i.G.          | Kurt von Tarbuk     |
| Mai 1943 - 10 décembre 1943        | Major i.G.          | Wolfgang Oldenburg  |
| Décembre 1943 - Avril 1944         | Major i.G.          | Herbert Cornelissen |

## Théâtres d'opérations
- Pologne : Septembre 1939 - Mai 1940
- France : Mai 1940 - Juin 1941
- Front de l'Est, secteur Centre : Juin 1941 - Août 1944

## Ordre de batailles

### Rattachement d'Armées
| Date        | Armée               | Groupe d'Armées             |
| ----------- | ------------------- | --------------------------- |
| 1939        |                     |                             |
| Septembre   | Armee z. Vfg.       | Groupe d'armées Sud         |
| Décembre    | 16. Armee           | Groupe d'armées A           |
| 1940        |                     |                             |
| 1er janvier | 16. Armee           | Groupe d'armées A           |
| 18 juin     | 16. Armee           | Groupe d'armées C           |
| 13 juillet  | 16. Armee           | Groupe d'armées A           |
| 1941        |                     |                             |
| Janvier     | 16. Armee           | Groupe d'armées A           |
| Mai         | 4e armée            | Groupe d'armées B           |
| 22 juin     | 4e armée            | Groupe d'armées Centre      |
| 28 juillet  | Panzergruppe 2      | Groupe d'armées Centre      |
| 23 août     | 4e armée            | Groupe d'armées Centre      |
| novembre    | Panzergruppe 4      | Groupe d'armées Centre      |
| 1942        |                     |                             |
| Janvier     | 4e Panzer Armee     | Groupe d'armées Centre      |
| Mai         | Armee z. Vfg.       | OKH                         |
| Juin        | 2. Armee            | Groupe d'armées Sud         |
| Juillet     | 2. ungarische Armee | Groupe d'armées Sud         |
| Août        | 2. Armee            | Groupe d'armées B           |
| 1943        |                     |                             |
| Janvier     | 2. Armee            | Groupe d'armées B           |
| Mars        | 2. Armee            | Groupe d'armées Centre      |
| Août        | 4e Panzer Armee     | Groupe d'armées Sud         |
| 1944        |                     |                             |
| Janvier     | 4e Panzer Armee     | Groupe d'armées Sud         |
| Février     | 1re Panzer Armee    | Groupe d'armées Sud         |
| Mars        | 8e armée            | Groupe d'armées Sud         |
| Avril       | 8e armée            | Groupe d'armées Sud Ukraine |
| Juin        | 6e armée            | Groupe d'armées Sud Ukraine |

### Unités subordonnées
1er mars 1939
- 7. Infanterie-Division
- 27. Infanterie-Division
- 1re division de montagne

1er septembre 1939
- 27. Infanterie-Division
- 68. Infanterie-Division

16 juin 1940
- 16. Infanterie-Division
- 24. Infanterie-Division
- 299. Infanterie-Division
- 36. Infanterie-Division
- 76. Infanterie-Division

3 septembre 1941
- 197. Infanterie-Division
- 23. Infanterie-Division
- 267. Infanterie-Division

15 septembre 1941
- 197. Infanterie-Division
- 23. Infanterie-Division
- 267. Infanterie-Division

2 octobre 1941
- 267. Infanterie-Division
- 7. Infanterie-Division
- 23. Infanterie-Division
- 197. Infanterie-Division

2 janvier 1942
- 7. Infanterie-Division
- 267. Infanterie-Division
- 197. Infanterie-Division
- 3. Infanterie-Division

24 janvier 1942
- 6. ungarische leichte Division
- 387. Infanterie-Division

11 avril 1942
- 197. Infanterie-Division
- 7. Infanterie-Division
- 258. Infanterie-Division
- 267. Infanterie-Division

11 juillet 1942
- 79. Infanterie-Division
- 113. Infanterie-Division
- 305. Infanterie-Division
- 376. Infanterie-Division
- 100e division d'infanterie légère

29 octobre 1942
- 323. Infanterie-Division
- 75. Infanterie-Division
- 57. Infanterie-Division
- 387. Infanterie-Division
- 27e Panzerdivision

22 décembre 1942
- 323. Infanterie-Division
- 75. Infanterie-Division
- 57. Infanterie-Division
- 83. Infanterie-Division

7 juillet 1943
- 68. Infanterie-Division
- 75. Infanterie-Division
- 26. Infanterie-Division
- 323. Infanterie-Division
- 88. Infanterie-Division

16 août 1943
- Kampfgruppe 323. Infanterie-Division
- 75. Infanterie-Division
- 68. Infanterie-Division
- 88. Infanterie-Division

26 août 1943
- 208. Infanterie-Division
- Kampfgruppe 323. Infanterie-Division
- 75. Infanterie-Division
- 68. Infanterie-Division
- 88. Infanterie-Division

20 septembre 1943
- 213. Sicherungs-Division
- 82. Infanterie-Division
- 75. Infanterie-Division
- 68. Infanterie-Division
- Kampfgruppe 323. Infanterie-Division
- 88. Infanterie-Division

1er octobre 1943
- Kampfkommandant von Kiew
- 75. Infanterie-Division
- 68. Infanterie-Division
- 88. Infanterie-Division
- 213. Sicherungs-Division

26 décembre 1943
- 75. Infanterie-Division
- 198. Infanterie-Division
- 88. Infanterie-Division

## Sources
- (de) VII. Armeekorps sur lexikon-der-wehrmacht.de